# جيف لي
جيف لي (بالإنجليزية: Jeff Lee)‏ (3 أكتوبر 1945 في المملكة المتحدة - ) هو لاعب كرة قدم بريطاني في مركز الدفاع. لعب مع نادي بيتربورو يونايتد ونادي هاليفاكس تاون وإف سي هاليفاكس تاون.

## وصلات خارجية
- جيف لي على موقع قاعدة بيانات كرة القدم.إي يو (الإنجليزية)